# Lycostomus hirtus
Lycostomus hirtus is een keversoort uit de familie netschildkevers (Lycidae). De wetenschappelijke naam van de soort werd in 1940 gepubliceerd door Kleine.